# Летовище Себба
Летовище Себба (IATA: XSE, ICAO: DFES) — аеропорт, що обслуговує село Себба в провінції Ягха, що входить до регіону Сахель Буркіна-Фасо.
Злітно-посадкова смуга не має маркування, її довжина невідома.